# Nokia 3
Il Nokia 3 è uno smartphone con sistema Android a marchio Nokia prodotto dalla società finlandese HMD Global.
È stato annunciato il 26 febbraio 2017, un giorno prima del lancio al Mobile World Congress, insieme al Nokia 6, al Nokia 5 e al nuovo Nokia 3310.

## Caratteristiche tecniche

### Design ed hardware
Il telefono è dotato di una copertura posteriore in policarbonato con un telaio in metallo, simile al Nokia Lumia 925. Ha un chipset MediaTek MT6737 con CPU quad-core e GPU Mali-T720MP1. Lo schermo è un IPS LCD da 5 pollici con risoluzione HD.
Sono presenti le connettività 2G GSM, 3G HSPA, 4G LTE, Wi-Fi 802.11 b/g/n dual-band, Bluetooth 4.0 con A2DP ed LE, A-GPS, NFC, radio FM e microUSB 2.0 OTG. È presente il jack audio da 3.5 mm.
La fotocamera posteriore è da 8 megapixel con f/2.0, autofocus, flash LED e registra video HD 720p a 30 fps. La fotocamera anteriore è da 8 megapixel con f/2.0, autofocus e registrazione video HD.
La batteria agli ioni di litio ha una capacità di 2630 mAh e non è removibile.

### Software
Così come negli altri nuovi smartphone Nokia, anche nel Nokia 3 è presente Android in versione quasi stock (ossia "originale", come fornito da Google) con piccole modifiche da parte del produttore, in versione 7.0 Nougat, aggiornabile ad 8.0 Oreo ed a 9.0 Pie.

## Commercializzazione
Il Nokia 3 è stato commercializzato a giugno 2017.
James Peckam di TechRadar ha elogiato la "solida qualità costruttiva e un design eccellente", il prezzo notevolmente basso e l'uso del software "Android di serie", mentre ha criticato le scarse prestazioni e la durata della batteria.
Andrew Hoyle di CNET ha anche apprezzato il design economico ma buono del dispositivo e ha criticato la sua mancanza di potenza di elaborazione. TrustedReviews ha elogiato "l'ottimo software, il prezzo basso e la durata della batteria che ti faranno passare la giornata", mentre critica le prestazioni, il "cattivo display" e la "fotocamera inaffidabile".